# Eberhard Mühlan
Eberhard Mühlan (* 21. Februar 1947) ist ein christlich-konservativer Religionswissenschaftler, Sachbuchautor und Familienpädagoge  evangelikaler Prägung, sowie Mitbegründer des Vereins TEAM.F.

## Leben
Mühlan studierte an der Pädagogischen Hochschule Braunschweig und arbeitete anschließend ab 1971 als Englisch- und Religionslehrer. Seit 1978 war er als Pädagogischer Leiter des „Glaubenszentrums“ in Wolfenbüttel angestellt.
Mühlan wurde in den 1980ern auch kirchenintern kritisch hinterfragt, weil sein Austritt aus dem BEFG den Dialog der Deutschen Evangelischen Allianz mit dem FFP im Jahre 1982 verlangsamt haben soll.
1987 gehörte Mühlan zu den Gründern des Vereins „TEAM.F – Neues Leben für Familien e. V.“ (zunächst unter dem Namen „Neues Leben – Neue Familien“). Die dazugehörige „Akademie“ wurde von Mühlan von 2006 bis 2013 geleitet, an ihr wurden nebenberuflich Fachreferenten in den Bereichen Familie und Erziehung, Ehevorbereitung und Ehe – ebenfalls auf christlich-fundamentalistischer Basis – ausgebildet.
In den 1990er Jahren liefen im ZDF mehrere Episoden seines Erziehungsratgebers „Mensch, Mama!“, in denen er mit seiner Frau auftrat. Auch von anderen Fernsehsendern wurde er immer wieder als „Experte“ in Talkshows eingeladen, wenn es um Familienthemen ging. 1997 gründete er mit Hartmut Steeb und Ulrich Eggers das christliche Spring-Festival nach dem Vorbild des englischen Kulturfestivals Spring Harvest. Es findet an wechselnden Standorten in Deutschland statt und wird heute von der Deutschen Evangelischen Allianz getragen.
2001 begann er ein Studium der „Intercultural Studies“ (NCIU/TheMA) an der University of Wales, das er im Jahr 2010 mit seiner Promotion abschloss. Im Frühjahr 2012 ist er offiziell in Ruhestand getreten, ist aber weiterhin als Referent tätig.
Mühlan ist verheiratet mit Claudia Mühlan, sie haben sieben leibliche Kinder und sechs Adoptivkinder.

## Lehre und Kritik
Mühlan vertritt ein an der Bibel orientiertes Menschenbild und Familienmodell. Er schrieb zahlreiche „Erziehungsratgeber“, in denen sein Weltbild und seine Erfahrung stark zur Geltung kommen. So hat er in seinen Büchern für Jugendliche immer wieder unter anderem vor diversen Metal-Bands („Die Musiker dieser Gruppen [...] beten offen den Teufel an“) gewarnt, ist gegen Sex vor der Ehe eingetreten, hat Homosexualität und Selbstbefriedigung als Sünde bezeichnet und behauptet, dass HIV-Erreger so klein seien, dass sie die Wand von Kondomen durchdringen könnten und diese daher keinen wirksamen Schutz bieten würden. Nach seinen Worten soll „Gottes Väterlichkeit“ Vorbild für christliche Eltern sein. Er propagiert ein sogenanntes „Familienhaus“ als emotionale Sicherheit, Anleitung zu Eigenständigkeit sowie Aufwachsen in „sicheren Grenzen“.

## Publikationen (Auswahl)
Die Deutsche Nationalbibliographie führt Mühlan in den Rubriken Familie, Christliche Erziehung und Ratgeber.
- Zwischen 9 und 13: Tipps für angehende Teens, 6. Aufl., Gerth Medien, Asslar 2007, ISBN 978-3-86591-164-3
- Zwischen 12 und 17 - Tips für Teens, 4. Aufl., Schulte + Gerth, ISBN 978-3-87739-465-6
- mit Claudia Mühlan. Team.F: Is' was, Mama?: Kinder-Erziehung von der Vorschule bis zur Vorpubertät, Sonderausg., 1. Aufl., Schulte und Gerth, Asslar 2001, ISBN 3-89437-754-2
- mit dem Shelter-Team: Gefangen in Kabul: die dramatischen Erlebnisse der „Shelter-now"“-Mitarbeiter in Afghanistan, Schulte und Gerth, Asslar 2002, Idea-Dokumentation, ISBN 3-89437-779-8.
- Zwei Welten, eine Liebe: bikulturelle Paare finden ihren Weg, MühlanMedien, Braunschweig 2015, ISBN 978-3-9817238-0-9.